# 水母宫
40°50′57.51″N 114°50′41.99″E / 40.8493083°N 114.8449972°E

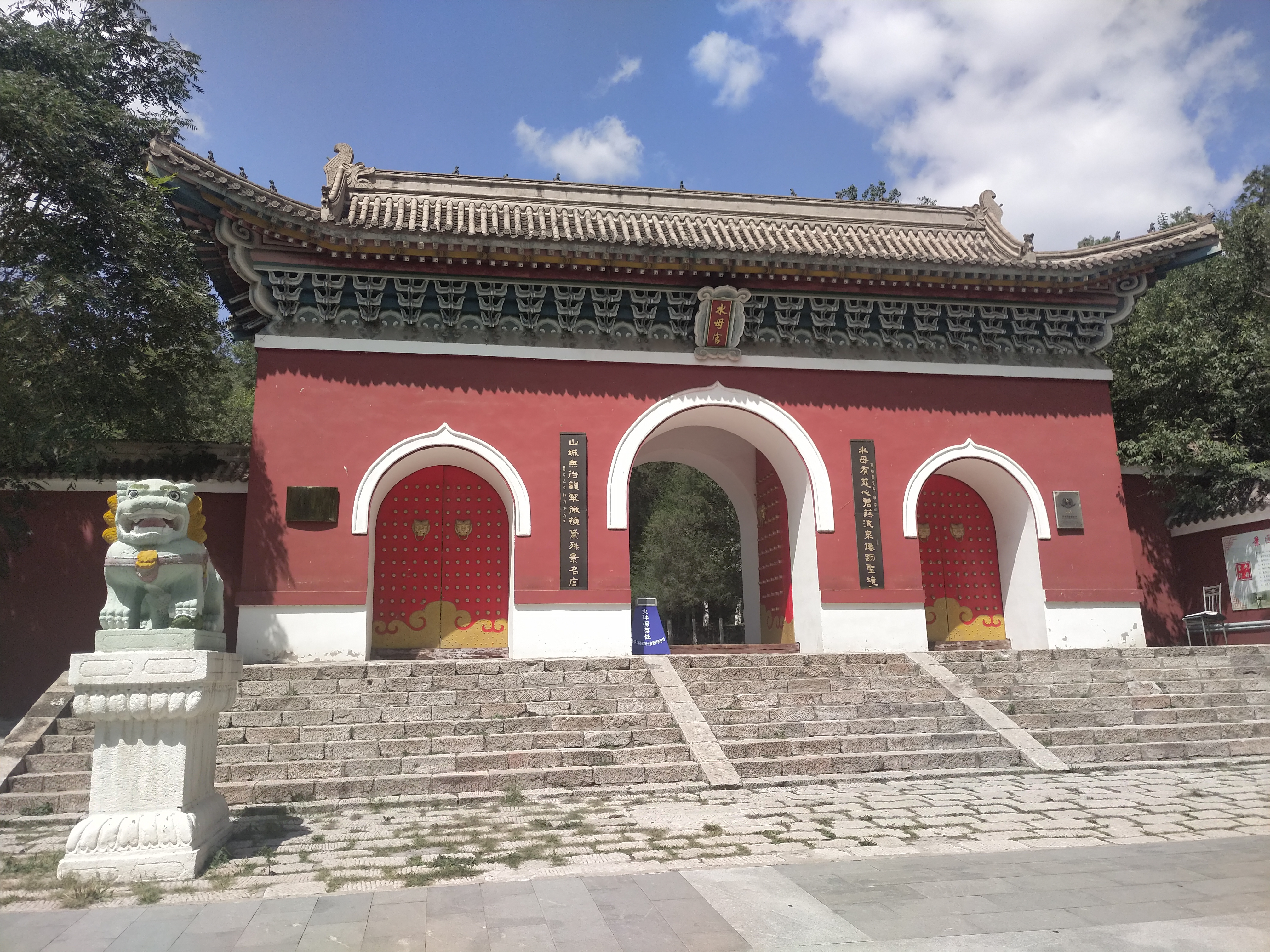
水母宫

水母宫是一处位于中国河北省张家口市主城区西北3.5公里处，卧云山山麓的森林公园，为张家口市重点文物保护单位。建于清朝乾隆四十七年（公元1782年），内供奉有水母娘娘。相传王母娘娘北经卧龙山时感到干渴，周围却无水可喝，便划地为泉，后在泉上建成水母宫。抗日战争时期，冯玉祥将军的察哈尔民众抗日同盟军指挥部就曾设水母宫内白龙洞。抗日同盟军北路前敌总指挥吉鸿昌也在此指挥过抗日运动，建有吉鸿昌烈士纪念馆等。